# Orlea Nouă
Orlea Nouă – wieś w Rumunii, w okręgu Aluta, w gminie Orlea. W 2011 roku liczyła 765 mieszkańców.